# RFT1
RFT1‏ (RFT1 homolog) هوَ بروتين يُشَفر بواسطة جين RFT1 في الإنسان.